# Estação Sermilik
Estação Sermilik é uma estação de pesquisa sobre glaciologia, na Ilha Ammassalik, dedicado a pesquisa do Glaciar Mittivakkat. A estação de pesquisa está localizada na costa oeste da Ilha Ammassalik, no sudeste da Gronelândia, na margem do Fiorde Sermilik. A aproximadamente 5km a sul, situa-se Ikkatteq, uma vila abandonada em 2005 e a aproximadamente 15km a sudeste situa-se Tasiilaq, uma cidade, na costa este da Ilha Ammassalik. A população da Estação Sermilik não é permanente, sendo só ocupada no verão.

## História
A estação foi construída em 1970 para fornecer a base logística para a pesquisa. Em 1972, a estação foi destruída por uma avalanche. Posteriormente foi construída mais próximo da costa, que é a sua localização atual.

## Transporte
A mais próxima localidade da Estação Sermilik é Tasiilaq, uma cidade de 1930 habitantes, localizada na costa este da Ilha Ammassalik. A estação situa-se numa rota de caminhada popular em torno da ilha e demoraria 1 dia a andar a pé para chegar até Tasiilaq.